# Kysucká brána
Kysucká brána je přírodní památka v katastrálních územích obce Rudinka v okrese Kysucké Nové Mesto a žilinských částí Brodno a Vranie okrese Žilina v Žilinském kraji na Slovensku. Území bylo vyhlášeno v roce 1973 a jeho rozloha je 0,61 hektaru. Předmětem ochrany je geologický profil vytvořený zahloubením řeky Kysuce do souvrství bradlového pásma.